# Sigle de l'Association of American Railroads

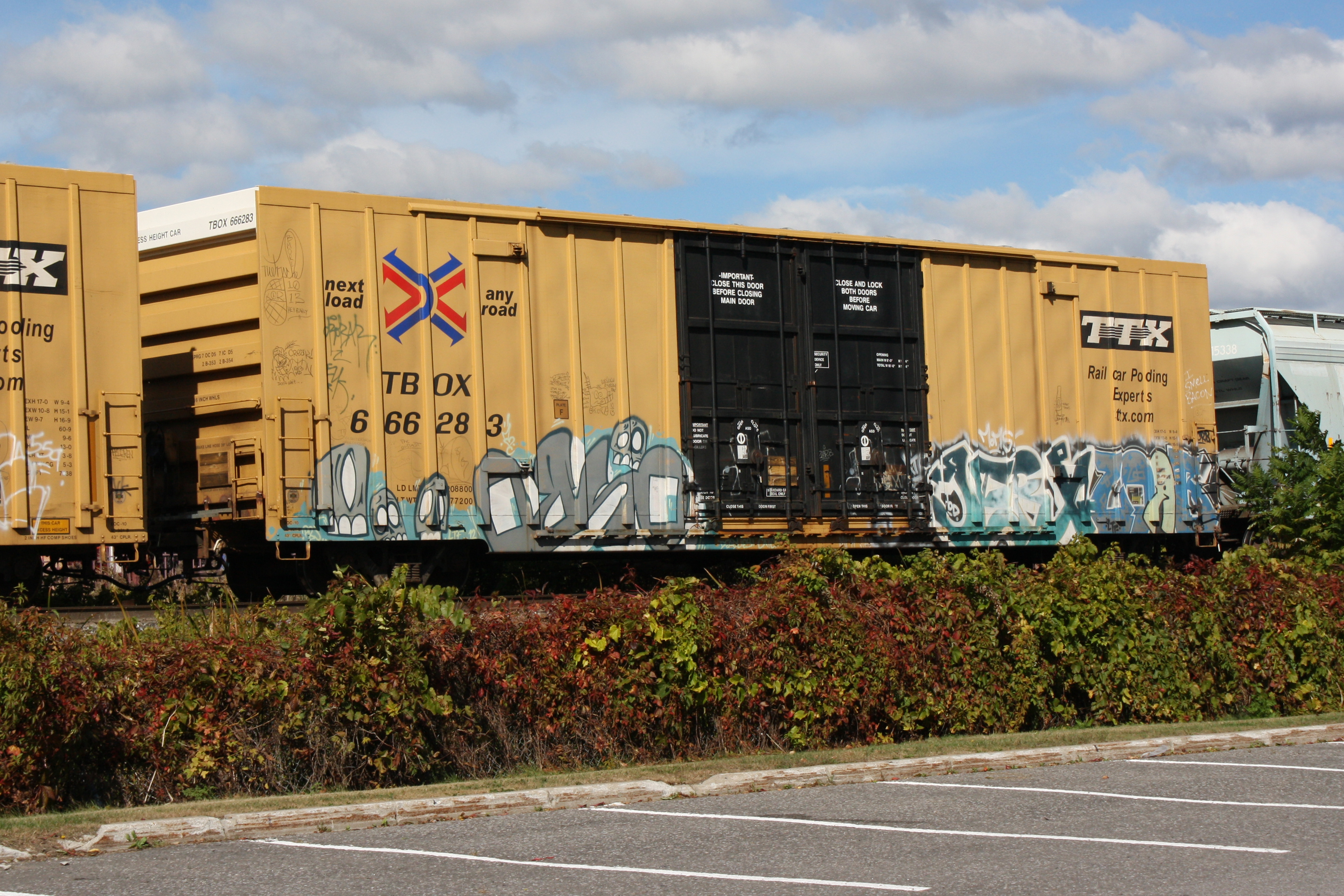
Wagon de la compagnie Railbox immatriculé TBOX 666283.
Le sigle AAR «TBOX » est placé à gauche des flancs du wagon.
Dessous est le numéro d'identification unique du wagon (666283).
L'immatriculation se trouve également sur les dossiers du wagon, en haut à droite, ici dans le cartouche blanc.

L'Association of American Railroads (AAR) assigne un sigle à toutes les entreprises ferroviaires opérant en Amérique du Nord. Ce reporting mark est l'identifiant unique d'une entreprise et donc l'identifiant du propriétaire d'un matériel roulant ferroviaire. Ce sigle permet de créer les immatriculations du matériel roulant.

## Pratiques standard
Un reporting mark est une séquence de deux à quatre lettres. Il est basé sur le standard carrier alpha code (en). 
L'esperluette (&) n'est pas considérée comme faisant partie du sigle. Quand un nouveau sigle est créé, sa première lettre est sélectionnée pour être la même que la première lettre du nom de l'entreprise. 
Les lettres suivantes proviennent généralement des initiales de l'entreprise. Par exemple, les sigles pour lesquels l'Union Pacific (UP) a appliqué commencent tous par la lettre U. Comme des entreprises sont fusionnées, les sigles des entreprises sont transférés aux compagnies résultantes, avec les logos et les marques de commerce des entreprises originales. Par exemple, les sigles assignés au Chicago and North Western Railway (CNW) furent assignés à l'Union Pacific, qui acheta le CNW.
Les sigles finissant par X sont assignées à des entreprises n'offrant pas de services de transport (elles sont en général des propriétaires des voitures privées, des musées ferroviaires ou des entreprises de location, telles que GATX). 
Le reporting mark est suivi par une série de chiffres (jusqu’à six chiffres), identifiant le matériel de manière unique. L'ensemble est placé du côté gauche des faces principales d'un wagon, et en haut à droite sur ses extrémités. 

## Autres utilisations
Les sigles finissant par Z sont assignés à des propriétaires ou opérateurs de remorques routières acheminées par un service intermodal. Les sigles finissant par U sont utilisés pour les entreprises opérant des conteneurs, utilisés dans un service intermodal.

## Liste des sigles de l’AAR
- Sigles débutant par A
- Sigles débutant par B
- Sigles débutant par C
- Sigles débutant par D
- Sigles débutant par E
- Sigles débutant par F
- Sigles débutant par G
- Sigles débutant par H
- Sigles débutant par I
- Sigles débutant par J
- Sigles débutant par K
- Sigles débutant par L
- Sigles débutant par M
- Sigles débutant par N
- Sigles débutant par O
- Sigles débutant par P
- Sigles débutant par Q
- Sigles débutant par R
- Sigles débutant par S
- Sigles débutant par T
- Sigles débutant par U
- Sigles débutant par V
- Sigles débutant par W
- Sigles débutant par X
- Sigles débutant par Y
- Sigles débutant par Z